# Bootania fascia
Bootania fascia är en stekelart som beskrevs av Grissell och Desjardins 2002. Bootania fascia ingår i släktet Bootania och familjen gallglanssteklar. Inga underarter finns listade.